# Sergueï Brilev
Sergueï Borissovitch Briliov (russe : Сергей Борисович Брилёв, né en 1972 à La Havane, Cuba) est un présentateur de télévision russe sur la chaîne de télévision publique Rossiya. Il est cadre supérieur chez VGTRK, la holding médiatique contrôlée par le Kremlin.

## Jeunesse
Sergueï Brilev est né le 24 juillet 1972 à La Havane (Cuba), où son père travaillait comme interprète pour les exportateurs d'avions civils soviétiques. Sa jeunesse s'est déroulée entre Cuba, l'Équateur, l'Uruguay (où ses parents ont été affectés à des missions commerciales soviétiques) et Moscou.
Il a fréquenté l'école no 109 de Moscou, connue sous le nom d'« école de Yambourg ».
Il a étudié le journalisme international à l'Institut d'État des relations internationales de Moscou (MGIMO). Brilev a pris un congé sabbatique en 1990-1991 pour fréquenter l'Institut des langues étrangères de Montevideo (Uruguay). Il a brièvement étudié la gestion à l'Université de Westminster à Londres.

## Carrière

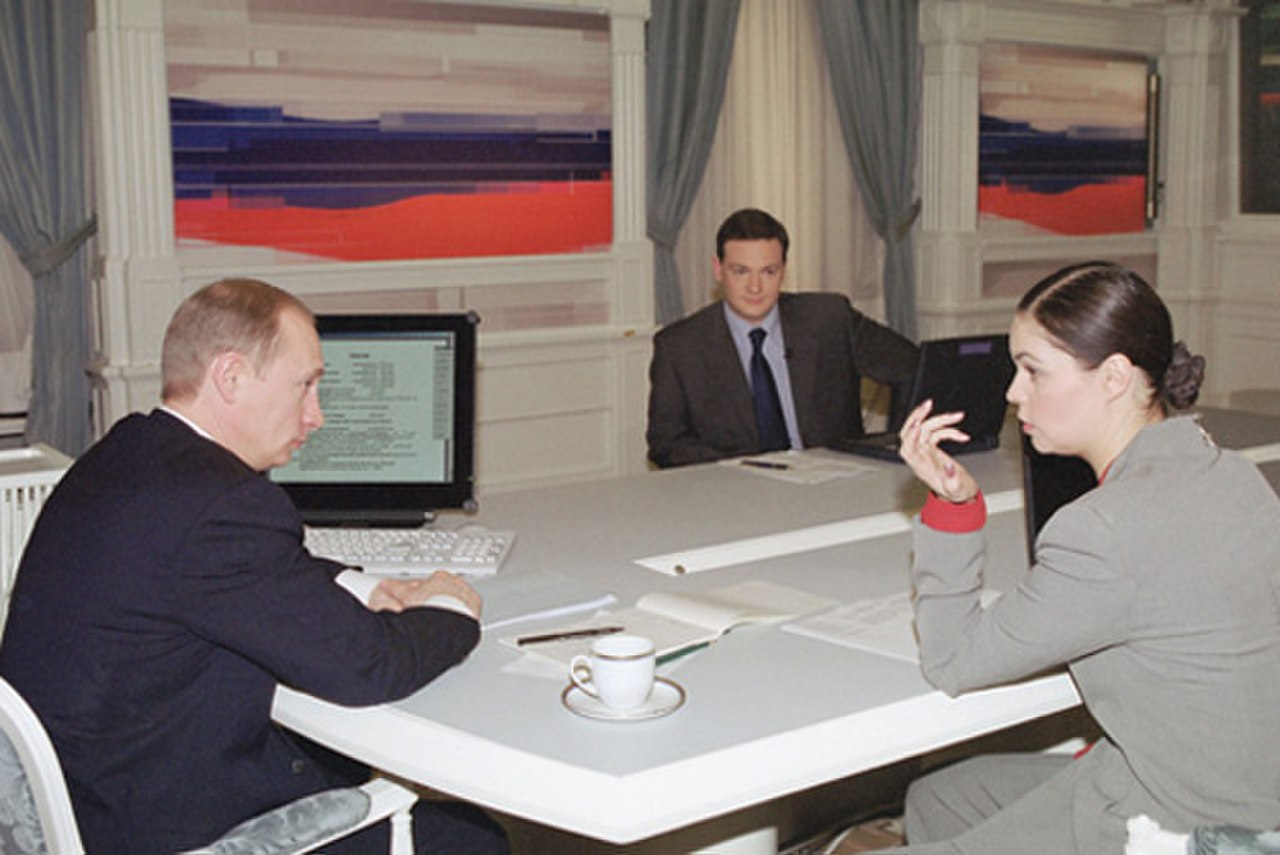
Sergueï Brilev interviewe Vladimir Poutine en 2001.

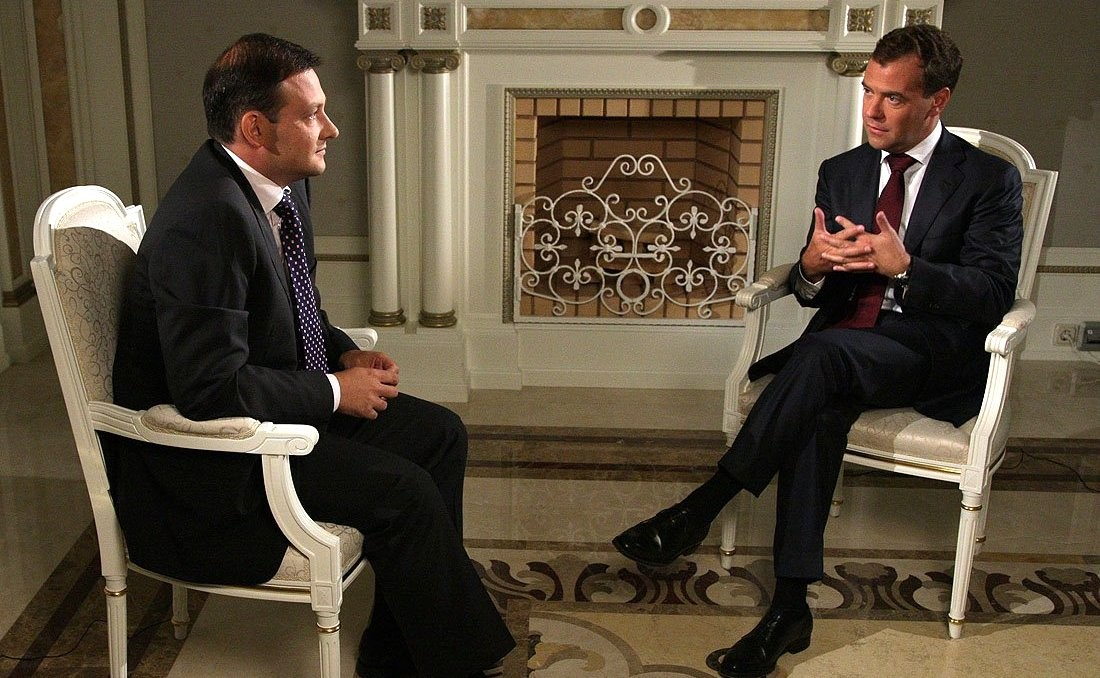
Sergueï Brilev interviewe Dmitri Medvedev en 2010.

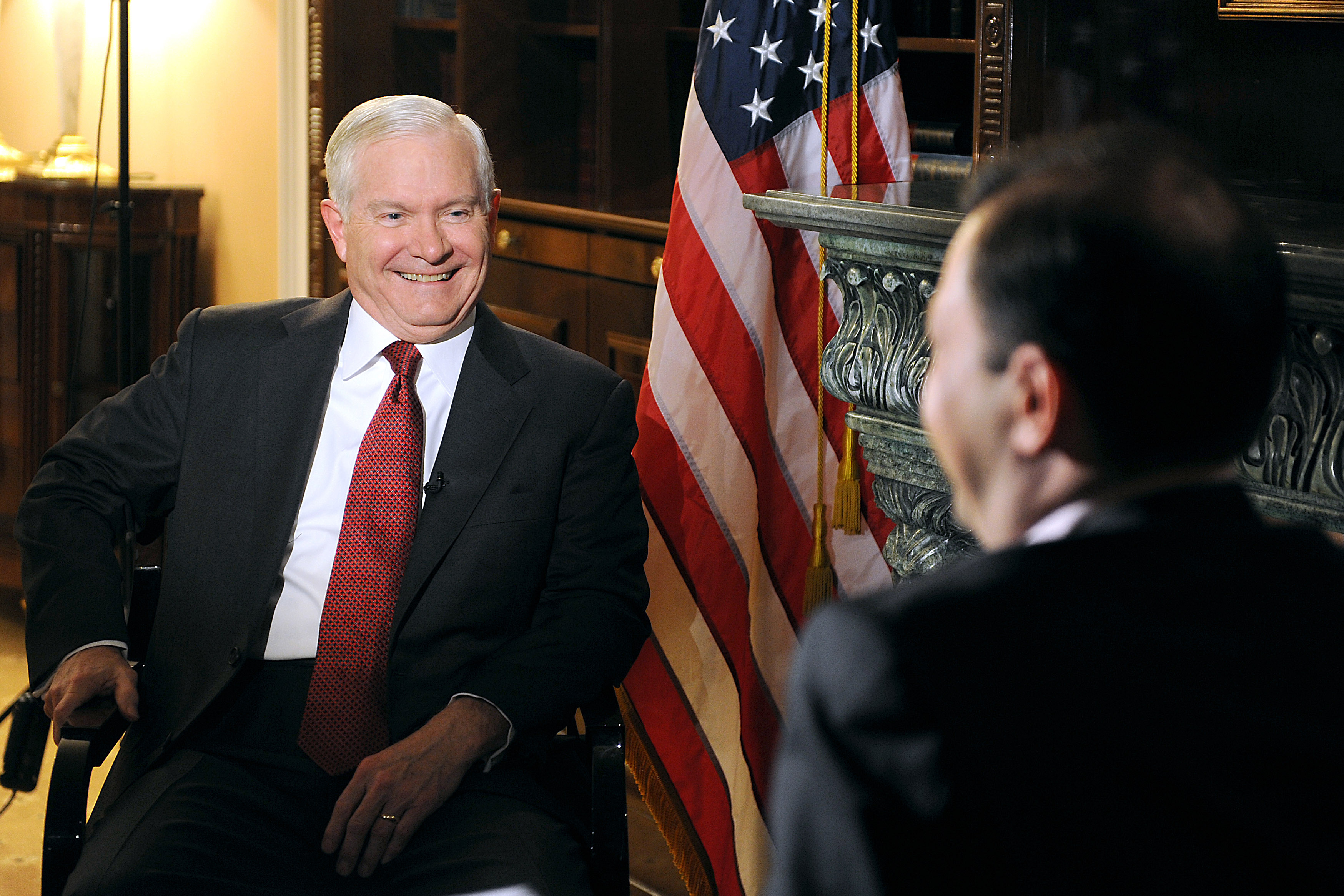
Sergueï Brilev interviewe Robert Gates en 2011.

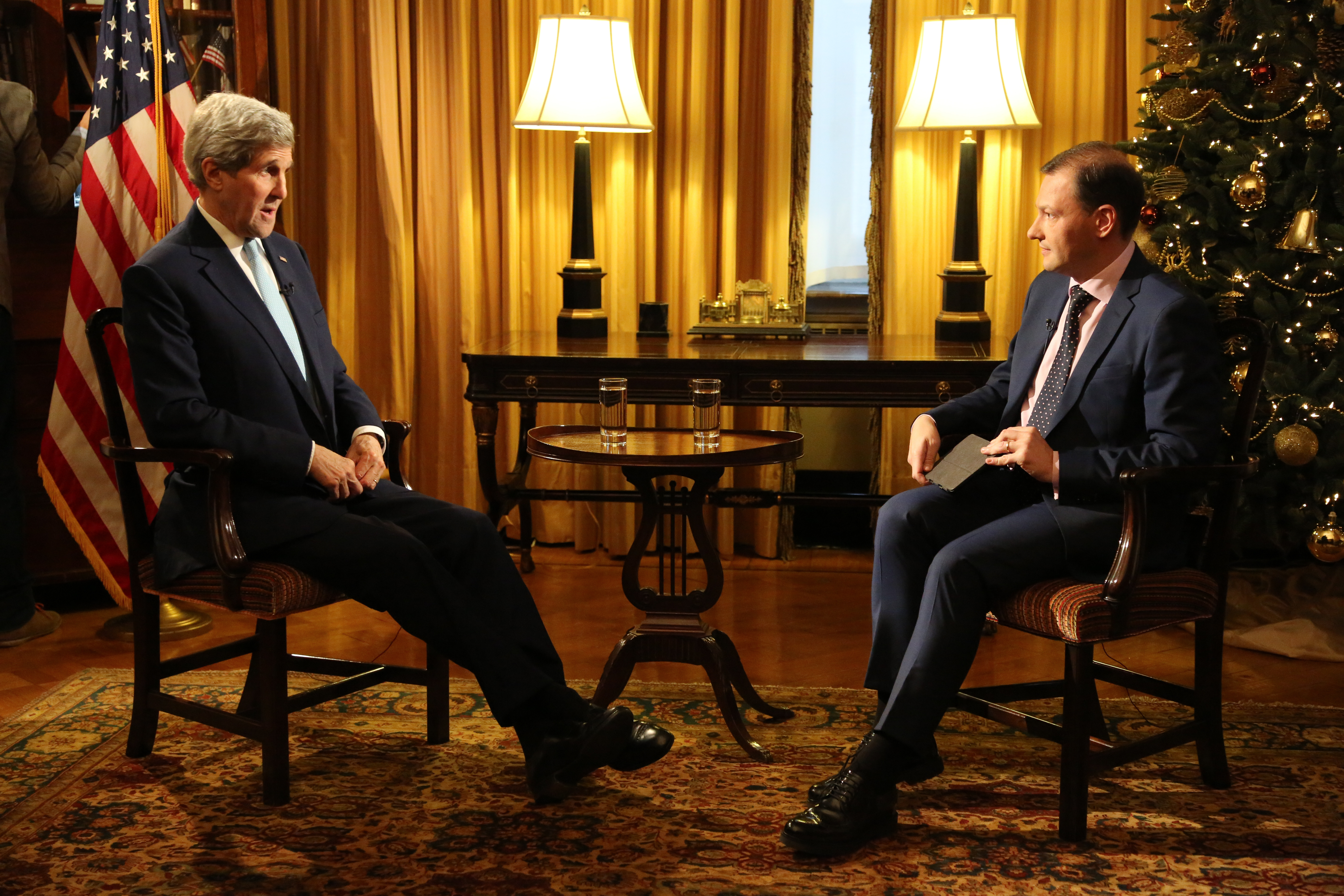
Sergueï Brilev interviewe John Kerry en 2015.

De 1990 à 1993, il a été correspondant-stagiaire au département science et éducation du quotidien Komsomolskaïa Pravda.
Pendant ses études en Uruguay (1990-1991), il a été chroniqueur dans les journaux uruguayens La República et El Observador Económico. Il a également commencé sa carrière à la télévision en tant que coproducteur d'un reportage spécial « SODRE » à TV Canal 5 sur les Russes de souche résidant dans les profondeurs du département intérieur du Río Negro en Uruguay.
De 1993 à 1995, il a été correspondant spécial du bureau des affaires étrangères du journal The Moscow News, écrivant principalement sur l'Amérique latine. Il est devenu le premier correspondant à se rendre à Cuba après qu'une interdiction a été imposée à The Moscow News en rapport avec des réfugiés quittant le pays sur des radeaux et a été convoqué en tant qu'expert par la Douma d'État (la chambre basse du parlement russe). Parallèlement, il a été correspondant à Moscou d'El Observador Económico et du journal argentin La Razón.
Il a également été l'auteur d'une série de reportages pour l'émission Panorama international pour la télévision nationale[Laquelle ?] avec le journaliste Dmitry Yakouchkine et pour l'émission Formula 730, après quoi il a reçu une offre de travail pour le programme d'information télévisée Vesti.
En 1995 et 1996, Brilev a été correspondant spécial de l'émission d'information quotidienne Vesti diffusée par la chaîne de télévision Rossiya pendant la première guerre de Tchétchénie et la crise des otages à Boudionnovsk. Pendant les cinq années à partir de 1996, il a été le correspondant de Vesti à Londres. Durant cette période, il devient un panéliste régulier de Sky News et de la BBC (par exemple l'émission Europe Direct), puis partage son temps entre Moscou et Londres.
En 2001, Brilev a accepté une offre du chef de la télévision russe Oleg Dobrodeïev pour devenir présentateur de l'émission Vesti. Son premier jour en tant que présentateur était le 11 septembre 2001. Brilev devait commencer à travailler le 17 septembre, mais a été appelé pour couvrir les attaques contre des cibles américaines en direct en raison de sa connaissance de l'anglais et des réalités internationales. Il a été à l'antenne presque toute la journée, ce qui en a fait instantanément l'un des meilleurs présentateurs de Russie.
De 2001 à 2003, il a animé le journal quotidien Vesti aux heures de grande écoute. En 2003–2007, il a été présentateur de la revue hebdomadaire dominicale Vesti nedeli (Nouvelles hebdomadaires). Depuis 2008, il est auteur et présentateur de sa propre émission politique Vesti v soubbotou (Nouvelles du samedi avec Sergueï Brilev).
En 2002, 2006 et 2018, il a été nommé meilleur présentateur d'actualités télévisées et d'actualités par l'Académie russe de la télévision qui lui a décerné le prix de la télévision russe TEFI au cours de ces années.
L'une des spécialités de Brilev a été d'interviewer des dirigeants mondiaux et leurs hauts fonctionnaires. Par exemple. Brilev a interviewé des personnalités telles que George W. Bush, Barack Obama, Colin Powell, Condoleezza Rice, John Kerry, Henry Kissinger, George Shultz, Tony Blair, Gordon Brown, Boris Johnson, Robin Cook, Jack Straw et David Miliband, Xi Jinping, Valéry Giscard d'Estaing, Nicolas Sarkozy et Emmanuel Macron, Vladimir Poutine, Dmitri Medvedev, Evgueny Primakov, Sergueï Ivanov et Sergueï Lavrov.
Brilev a animé des émissions de télévision de divertissement, telles que l'édition russe de l'émission d'aventure française Fort Boyard (saison 2002) et une émission de quiz de divertissement « La connaissance, c'est le pouvoir ».
En 2004, 2008, 2012 et 2018, il a agi en tant que co-commentateur officiel de la cérémonie en direct de l'investiture du président de la fédération de Russie, avec Ekaterina Andreïeva de Rossiya 1, avec qui il a également ancré les premières émissions téléphoniques de Poutine (2002–2007). En 2012-2018, il a également participé à l'émission annuelle en direct Conversation avec Dmitri Medvedev.
.

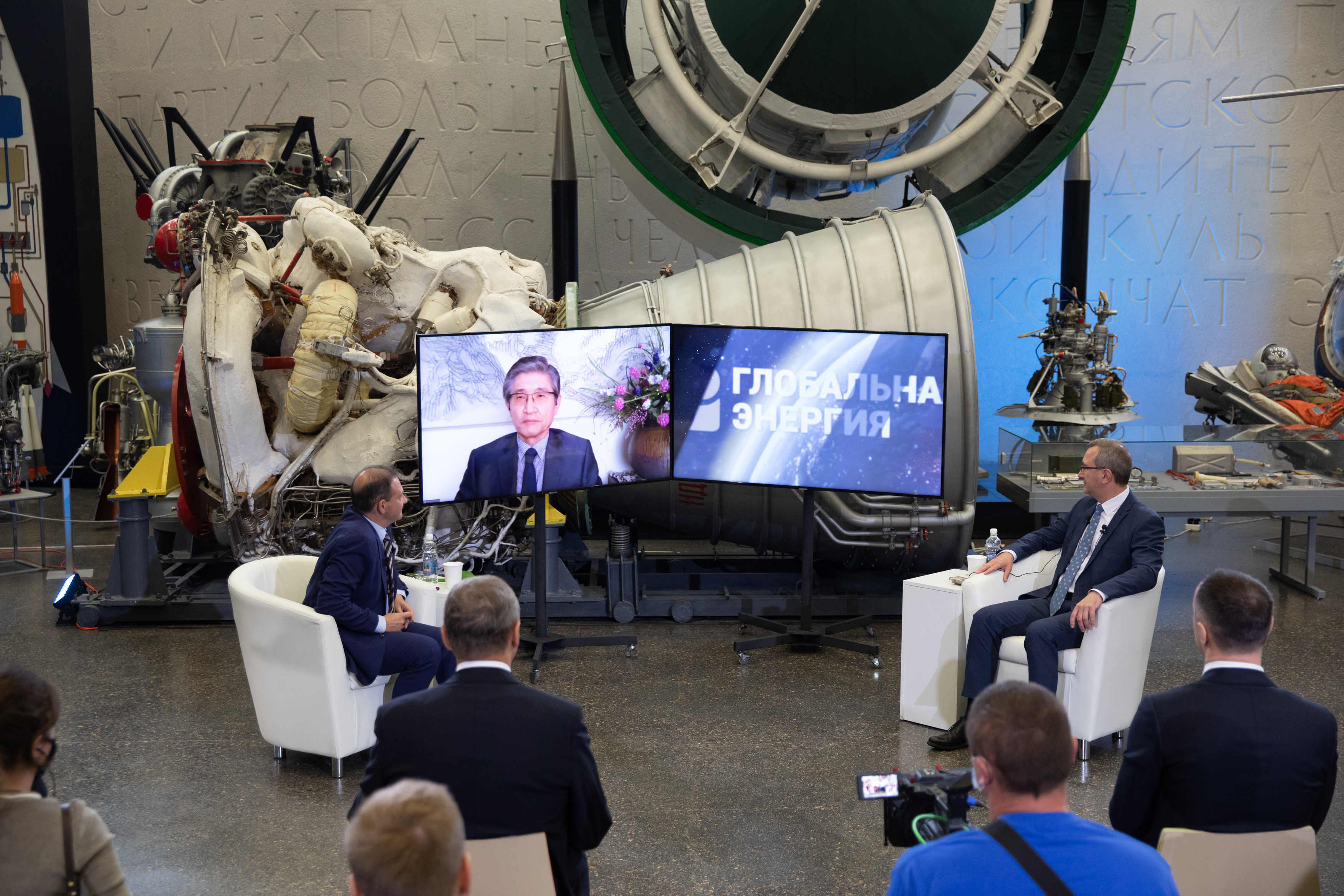
Sergueï Brilev organise la cérémonie de remise du prix de l'énergie globale à distance depuis Musée d'État de l'histoire de l'astronautique C. E. Tsiolkovski à Kalouga, en Russie, en 2020

En 2013, Brilev a cofondé l'Institut Bering-Bellinghausen pour les Amériques (IBBA), une organisation non gouvernementale qui s'est engagée à favoriser le dialogue entre la Communauté des États indépendants et l'Amérique latine. Pour sa contribution aux relations uruguayennes-russes, Brilev a reçu la médaille d'argent de « visitante ilustre » (une forme de citoyenneté honoraire pour les étrangers) de Montevideo.
Il présente et est coauteur avec Marina Kim du documentaire Pyongyang-Séoul, etc. qui est diffusé sur Rossiya 1 en 2015, sur la libération de la péninsule coréenne par l'Armée rouge.
Les livres de Brilev incluent Fidel. Football. Malouines et Les Alliés oubliés sur les petits pays combattant pendant la Seconde Guerre mondiale du côté des Alliés (qui en 2016 est devenu la base de son doctorat à son alma mater, l'Institut d'État des relations internationales de Moscou).
Il est le président de la Global Energy Association qui gère le prix de l'énergie globale.

## Opinions et controverse
Le critique anti-establishment russe Alexeï Navalny a accusé Brilev d'être un « propagandiste de Poutine », qui « ne critique jamais le Kremlin ». En 2001, la Fondation anticorruption d'Alexeï Navalny a révélé que Brilev était titulaire d'un passeport britannique,. Il a soutenu les amendements de 2020 à la constitution russe qui sont censés cimenter la structure existante du pouvoir, mais a expliqué que pour lui, la partie la plus importante était que le parlement participerait désormais à la formation du gouvernement fédéral. D'autre part, Brilev a ouvertement confronté Poutine sur l'interdiction des adoptions américaines d'orphelins russes et a été le premier journaliste à interroger Poutine sur l'affaire Skripal à Salisbury. Il a déclaré publiquement que dans le passé, il avait souvent voté pour le parti d'opposition russe Iabloko, mais qu'il avait été déçu par sa faiblesse. En Amérique latine, Brilev est connu comme un partisan actif du vaccin Spoutnik-V Covid-19.

## Vie privée
Brilev est marié à Irina Brileva (née Konstantinova). Le couple s'est rencontré en 1989 à Moscou et s'est marié en 1998 à Londres ; ils ont une fille.
Brilev est sur les listes électorales en Angleterre. Sa femme possède un appartement à Chiswick, dans l'ouest de Londres, acheté 700 000 livres sterling en mars 2016.

## Actions britanniques
Fin mars 2022, leurs voisins[Où ?] ayant appris l'identité de Sergueï Brilev, ils firent pression pour que cet appartement soit saisi,.
Le 31 mars, Liz Truss, pour le motif d'un désaccord avec les informations répandues par la Russie sur ses médias, annonce des « sanctions » visant Sergueï Brilev, incluant le gel de ses biens au Royaume-Uni et l'interdiction d'entrer et de sortir dans le pays.